# Ipsimorpha schaumi
Ipsimorpha schaumi là một loài bọ cánh cứng trong họ Salpingidae. Loài này được Reitter miêu tả khoa học năm 1877.